# Värdepappersdepå
En värdepappersdepå (ofta kallat aktiedepå) är en typ av konto där man förvarar sina värdepapper som aktier, optioner, warrants och obligationer. En kund som har en värdepappersdepå har uppdragit åt ett finansinstitut att förvara värdepapper åt kunden. Genom att ha en värdepappersdepå kan kunden få tillgång till vissa tjänster, såsom belåning av värdepapper.
Aktier i utländska företag som är noterade på Stockholmsbörsen handlas genom svenska depåbevis (SDB).